# Lizzie Halliday
Lizzie Halliday (c. 1859 - 28 de junho de 1918) foi uma serial killer irlandesa-americana responsável pela morte de quatro pessoas no interior do estado de Nova York durante a década de 1890. Em 1894, ela se tornou a primeira mulher a ser condenada à morte pela cadeira elétrica.

## Biografia
Lizzie Halliday, originalmente Elizabeth Margaret McNally, nasceu por volta de 1859 em County Antrim, Irlanda. Sua família mudou-se para os EUA quando ela era jovem.
Em 1879, Lizzie casou-se com um homem de Greenwich, Nova York, conhecido pelo pseudônimo Charles Hopkins; seu nome verdadeiro era Ketspool Brown. Dizem que tiveram um filho que acabou internado. Em 1881, após a morte de Hopkins, ela se casou com o aposentado Artemus Brewer, mas ele também morreu menos de um ano depois. Seu terceiro marido, Hiram Parkinson, a deixou no primeiro ano de casamento. Lizzie se casou com George Smith, um veterano de guerra que serviu com Brewer. Depois de uma tentativa fracassada de matar Smith colocando arsênico em seu chá, Lizzie fugiu para Bellows Falls, Vermont. Casou-se com Charles Playstel, residente de Vermont, mas desapareceu duas semanas depois.
No inverno de 1888, Lizzie reapareceu na Filadélfia, em um saloon na North Front Street, 1218, que era administrado pelos McQuillans, amigos que ela conhecia da Irlanda. Com o nome de "Maggie Hopkins",
Em 1889, agora chamada "Lizzie Brown", ela se tornou a governanta de Paul Halliday, um agricultor de 70 anos duas vezes viúvo que vive em Burlingham, Nova York, com seus filhos. Seu casamento foi marcado pelo que Halliday descreveu como "feitiços esporádicos de insanidade" de Lizzie".